# Omicidio di Francesco Lorusso

Pier Francesco Lorusso (Bari, 7 ottobre 1952 – Bologna, 11 marzo 1977)

L'omicidio di Francesco Lorusso venne commesso a Bologna l'11 marzo 1977: Lorusso era stato un militante di Lotta Continua (organizzazione scioltasi pochi mesi prima, della quale fu membro del servizio d'ordine), ucciso da un carabiniere di leva con un colpo d'arma da fuoco nei disordini scaturiti durante una manifestazione studentesca. La sua morte dette origine a una serie di gravi scontri di piazza che scossero la città nei giorni immediatamente successivi.

## Storia

Francesco Lorusso a terra colpito dal proiettile

Intorno alle 10:00 dell'11 marzo 1977 il movimento di Comunione e Liberazione indisse un'assemblea all'istituto di anatomia umana dell'Università di Bologna, in via Irnerio 48, al quale parteciparono circa 400 persone. Alcuni studenti entrati nell'aula dove si svolgeva la riunione furono riconosciuti come noti militanti della sinistra extraparlamentare e allontanati a forza dal servizio d'ordine di CL. La notizia dell'assemblea in corso e dello scontro si sparse rapidamente e dalla vicina via Zamboni cominciarono ad affluire studenti che diedero vita a una contestazione, mentre gli aderenti all'assemblea si barricavano nell'aula. Il direttore dell'Istituto di Anatomia, prof. Luigi Cattaneo, constatata la situazione di pericolo, ne informò il rettore Carlo Rizzoli, il quale chiese l'intervento delle forze dell'ordine che, in breve tempo, intervennero sul posto con un notevole contingente di agenti.
Gli studenti del movimento, pur  accusando il servizio d'ordine di CL di averli aggrediti, furono caricati dagli agenti che, con l'uso massiccio di lacrimogeni, li costrinsero a riparare nella vicina Porta San Donato, consentendo così agli studenti di Comunione e Liberazione di lasciare pacificamente l'assemblea. Alcuni militanti del movimento tentarono varie incursioni da via delle Belle Arti verso via Irnerio, nella quale si trovavano a passare i militari per rientrare nelle rispettive caserme. Arrivati all'incrocio con via Mascarella, alcuni dimostranti lanciarono due bottiglie molotov, una delle quali colpì il telone dell'autocarro guidato dal militare di leva Massimo Tramontani, provocando un principio d'incendio, rapidamente estinto dalle forze dell'ordine presenti sul luogo.
"Il carabiniere di leva ferma il mezzo, con un balzo scende dal camion, attraversa via Irnerio, nel mezzo della quale spara due colpi di Beretta, si porta poi davanti al portico sinistro di via Mascarella, si ferma nel punto dove inizia, all'altezza di un'auto parcheggiata, e spara altre quattro volte verso i dimostranti". In quegli stessi istanti, Lorusso fu colpito e riuscì a trascinarsi per qualche metro verso via Mascarella prima di cadere al suolo morente. Dalla perizia necroscopica si rilevò che «il proiettile penetra nella regione anteriore del torace, leggermente a sinistra della linea mediana, fuoriuscendo poi dalla faccia posteriore dell'emitorace destro.» Lorusso muore alle 13 circa. La sera stessa del giorno 11 marzo, alle ore 20:50, il carabiniere Tramontani fornì una dichiarazione spontanea sui fatti al sostituto procuratore Romano Ricciotti.

Manifestazione per la morte di Francesco Lorusso a Bologna

La notizia della morte di Francesco Lorusso si diffuse rapidamente e ne seguì l'afflusso, in zona universitaria, di migliaia di persone vicine alla sinistra extraparlamente e l'organizzazione di un corteo di protesta, non autorizzato, che prese avvio nel primo pomeriggio e fu subito disperso con violente cariche. Gli scontri di piazza e la guerriglia urbana continuarono per tutta la giornata. Per l'indomani, per contestare la repressione, era prevista a Roma una manifestazione nazionale del movimento. Anche in quella occasione si verificarono scontri e azioni di guerriglia e furono sparati colpi d'arma da fuoco sia dai dimostranti sia dalle forze dell'ordine. Il 13 marzo la zona universitaria fu totalmente militarizzata con l'invio di mezzi blindati, per disposizione del ministro dell'interno Francesco Cossiga.
L'allestimento di una camera ardente nel centro di Bologna e lo svolgimento dei funerali di Francesco Lorusso entro le mura del capoluogo furono vietati dal prefetto per motivi di ordine pubblico.

Il corteo funebre si svolse in periferia presso il cimitero monumentale della Certosa, vicino allo stadio comunale. Furono completamente assenti i partiti della sinistra storica, a parte i Giovani Socialisti bolognesi, guidati dal segretario Emilio Lonardo.

Il corteo funebre

Una lapide commemorativa venne posta in via Mascarella 37, in corrispondenza del luogo ove lo studente cadde colpito a morte. Il testo della lapide recita:
 Oltre trent'anni dopo la morte di Francesco Lorusso, il 18 marzo 2007 il fratello Giovanni ha incontrato e abbracciato Massimo Tramontani, al tempo dei fatti indagato per i colpi di arma da fuoco che uccisero lo studente di medicina. L'incontro è avvenuto in seguito al ritrovamento da parte di Giovanni Lorusso di una lettera indirizzata al padre, ex generale in pensione deceduto nell'agosto 2006, scritta da Tramontani, nella quale chiedeva un incontro.

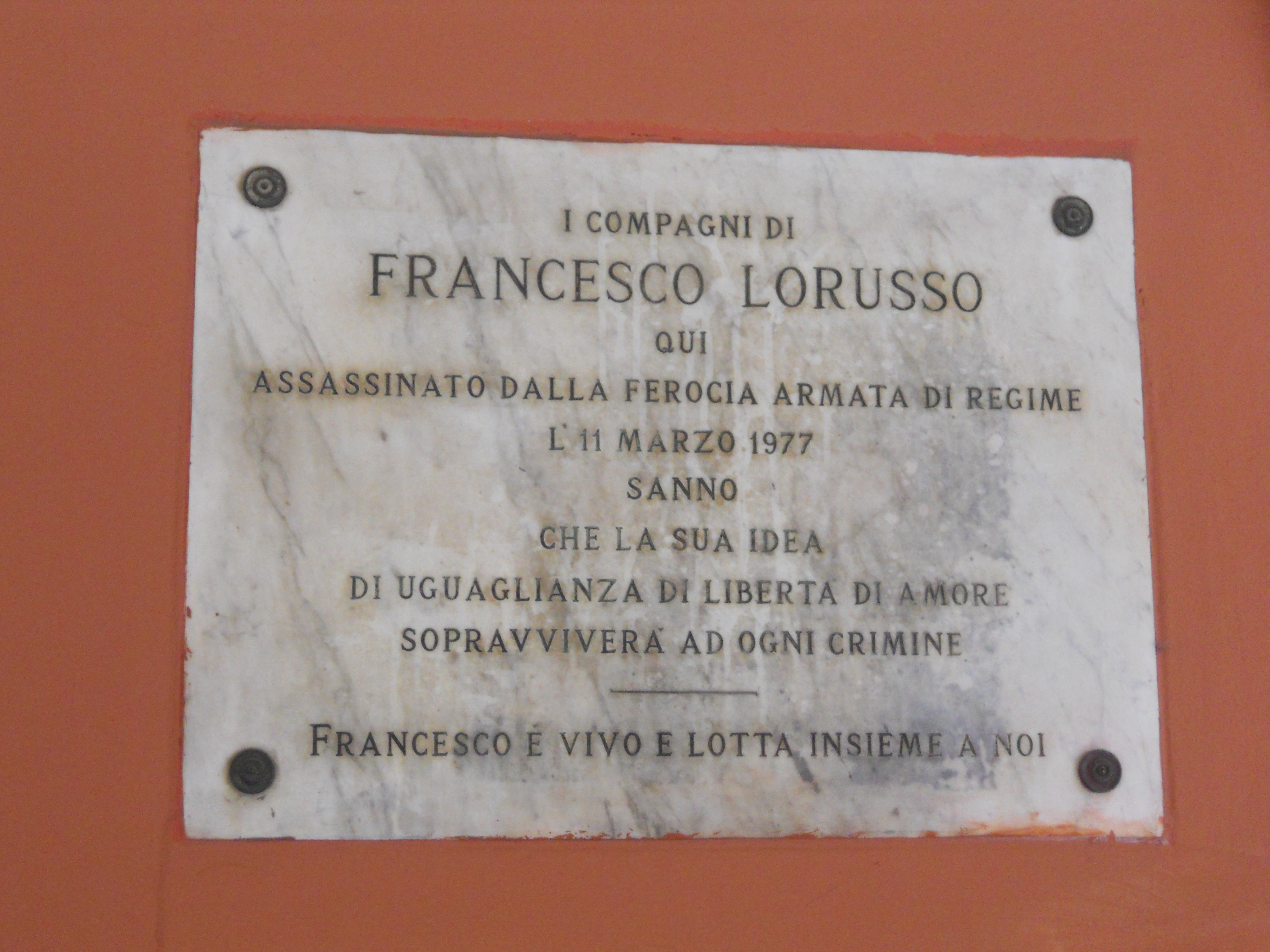
Lapide in ricordo dell'uccisione di Francesco Lorusso a Bologna

## Processo

Fori di proiettile in via Mascarella

Prima della sparatoria in via Mascarella, il carabiniere Tramontani, infrangendo le disposizioni, aveva fatto uso del suo fucile Winchester per sparare 12 colpi al crocevia con via Bertoloni e, a suo dire, quel gesto aveva uno scopo intimidatorio nei confronti dei manifestanti che avevano incendiato una Fiat 127 della polizia con il lancio di una bottiglia molotov. In quel frangente era presente il brigadiere dell'ufficio politico di PS, Gesuino Putgioni, che si stupì del fatto che Tramontani avesse sparato ad altezza d'uomo:
| « Sono certo che esplose i colpi ad altezza d'uomo… Io mi trovavo a circa 10 metri dallo sparatore… Vidi il carabiniere sparare con le ginocchia leggermente flesse, nella posizione tipica cioè che si assume quando si spara con l'arma lunga ad altezza d'uomo ma non a tiro mirato.» |

Questa prospettiva è stata messa in discussione dal capitano della VII Celere della PS Massimo Bax, anche lui testimone, che riferì la possibilità che Tramontani avesse sparato escludendo dalla sua traiettoria una sagoma umana per l'inclinazione del fucile al momento degli spari. Lo stesso Bax, tuttavia, si dichiarò sorpreso dall'agire di Tramontani, che aveva fatto deliberato uso delle armi contravvenendo alle istruzioni abitualmente impartite agli agenti delle forze dell'ordine per situazioni simili a quella in esame. Bax riferì anche che:
| « mi sorprese moltissimo il fatto che avesse fatto uso delle armi. Io ho svolto servizio d'ordine pubblico per circa due anni a Milano partecipando a numerose manifestazioni interessanti l'ordine pubblico e debbo dire che mai nelle stesse situazioni si fece uso delle armi; specifico che tra le predette manifestazioni alcune furono caratterizzate dall'uso da parte dei dimostranti di numerose bottiglie molotov, lancio di cubetti di porfido, biglie d'acciaio e di vetro. Le istruzioni che ci venivano impartite erano di non ricorrere mai all'uso delle armi se non quando ci aggredivano con armi utilizzandole direttamente contro di noi. » |

Le indagini sulla morte di Lorusso furono affidate al sostituto procuratore Romano Ricciotti che chiuse la sua inchiesta nel luglio 1977. Nel passaggio di consegna al Giudice istruttore Catalanotti, Ricciotti stilò una requisitoria nella quale chiedeva di scagionare da qualsiasi accusa il carabiniere di leva in quanto mancava la prova che fosse stato uno dei suoi colpi ad ammazzare lo studente; anche nel caso si fosse accertato ciò, non si doveva procedere contro il militare in quanto, comunque, aveva agito legittimamente come previsto dalla legge Reale. Secondo il sostituto procuratore in quel luogo era in atto «una vera e propria sommossa, una guerriglia urbana ben organizzata», dato il numero degli aggressori e delle armi improprie da loro utilizzate (molotov e cubetti di porfido). La zona inoltre era sguarnita di un'adeguata difesa da parte degli agenti e Tramontani «non aveva altro mezzo che quello di far uso del suo fucile in dotazione». Tale motivazione fu contestata in base alle testimonianze, dalle quali risultavano essere sul posto almeno una ventina di membri delle forze dell'ordine, alcuni dei quali estinsero il principio d'incendio sul mezzo, mentre Tramontani, da solo, sparava.
Tramontani fu messo sotto indagine come responsabile della morte di Lorusso e fu arrestato per decisione del giudice istruttore Bruno Catalanotti. Scarcerato dopo circa un mese e mezzo, il carabiniere sarebbe stato poi scagionato dalla sentenza della corte d'appello bolognese che, pur riconoscendolo responsabile della morte di Lorusso, reputò legittima la sua condotta.

## Influenza culturale
- Nel film Lavorare con lentezza (2004) di Guido Chiesa, viene ricostruito il momento dello sparo e dell'uccisione di Francesco Lorusso e gli scontri che si svilupparono subito dopo.
- La biografia di Lorusso è ricostruita nello spettacolo Chiedi chi era Francesco (2017) di Grazia Verasani, diretto da Andrea Adriatico a Bologna.
- Viene citato ne Le straordinarie avventure di Pentothal di Andrea Pazienza.
- Tutti i versi, eccetto gli ultimi quattro, del disco Disoccupate le strade dai sogni di Claudio Lolli sono ricavati dalle cronache dei fatti dell'11 e del 12 marzo, apparse su il Resto del Carlino e la Repubblica di quei giorni.[12]